# Republicanos
De Republicanos, voorheen Partido Republicano Brasileiro, afgekort PRB (Nederlands: Braziliaanse Republikeinse Partij) is een christendemocratische, republikeinse en conservatieve politieke partij in Brazilië. De partij werd gesticht op 25 september 2005 door onder meer bisschop Marcelo Crivella.
De huidige partijleider is Marcos Pereira. Sommige analisten zeggen dat de Braziliaanse evangelische kerk, met meer dan 9 miljoen leden, de PRB gebruikt om haar bisschoppen een politiek platform te bieden. Boegbeelden van de partij zijn Marcelo Crivella, senator voor Rio de Janeiro en voormalig vicepresident José Alencar. De partij maakte deel uit van het kabinet-Rousseff onder president Dilma Rousseff en leverde één minister.

## Verkiezingsresultaten

### Parlementsverkiezingen
| Partido Republicano Brasileiro                                      |           |      |      |    |     |           |      |       |   |          |   |
| 2006                                                                | 244.059   | 0,30 | –    | 1  | –   | 264.155   | 0,30 | –     | 0 | Stabiel  | 1 |
| 2010                                                                | 1.633.500 | 1,70 | 1,40 | 7  | +6  | 3.332.886 | 2,00 | 1,70  | 1 | Stabiel  | 1 |
| 2014                                                                | 4.423.993 | 4,50 | 2,80 | 21 | +14 | 301.162   | 0,30 | -1,70 | 0 | Stabiel  | 1 |
| 2018                                                                | 4.992.016 | 5,10 | 0,60 | 30 | +9  | 1.505.607 | 0,90 | 0,60  | 1 | Stabiel  | 1 |
| Republicanos                                                        |           |      |      |    |     |           |      |       |   |          |   |
| 2022                                                                | 7.610.894 | 6,95 | 1,85 | 41 | 11  | 4.259.279 | 4,28 | 3,38  | 2 | Gestegen | 3 |
| Bron: Wikipedia - Braziliaanse parlementsverkiezingen 2006 t/m 2022 |           |      |      |    |     |           |      |       |   |          |   |

### Statenverkiezingen
In 2022 werden deze gouverneurs gekozen tijdens de Statenverkiezingen voor de Republicanos.

Huidige gouverneurs
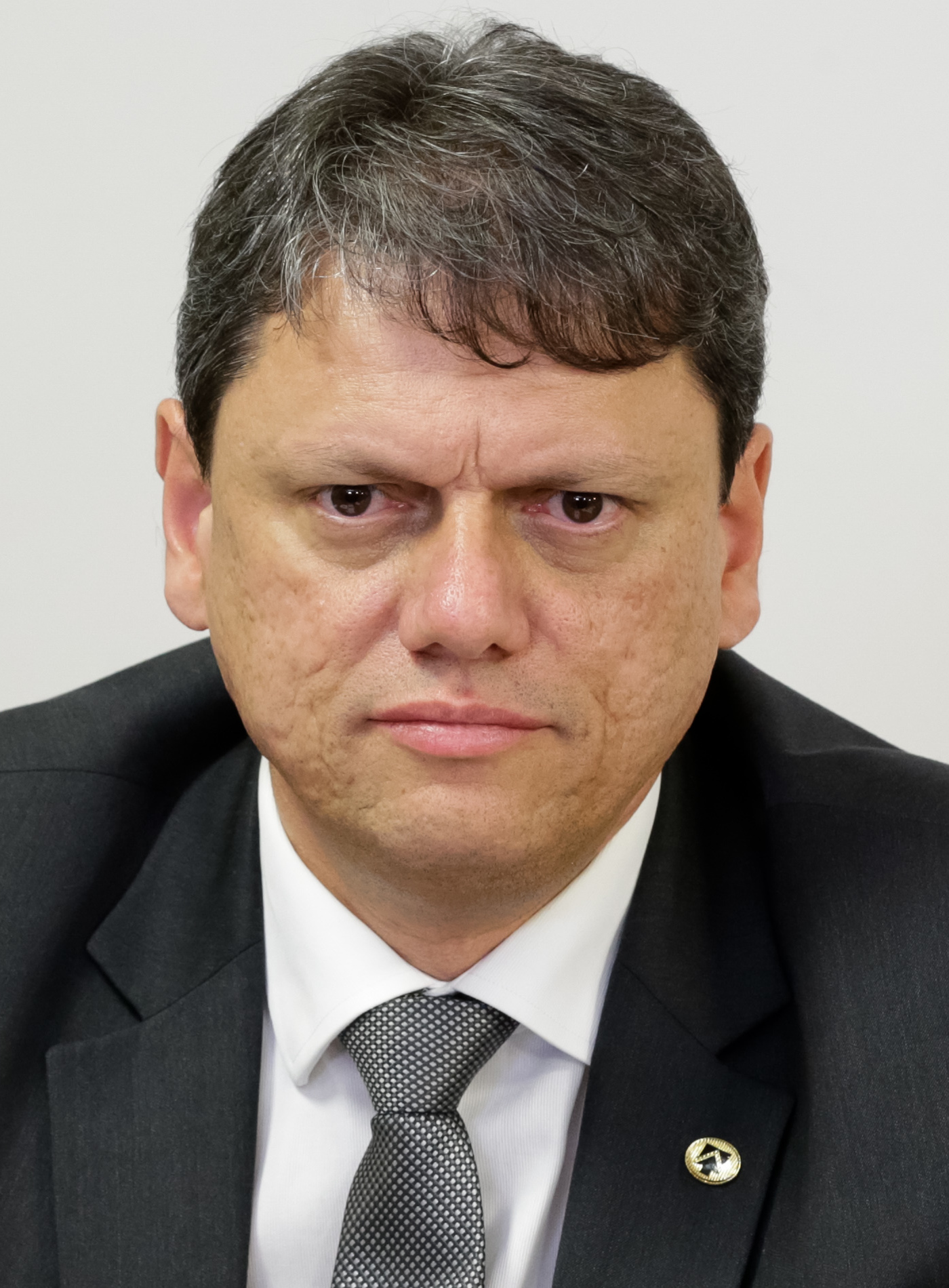
Tarcísio de Freitas Gouverneur van São Paulo
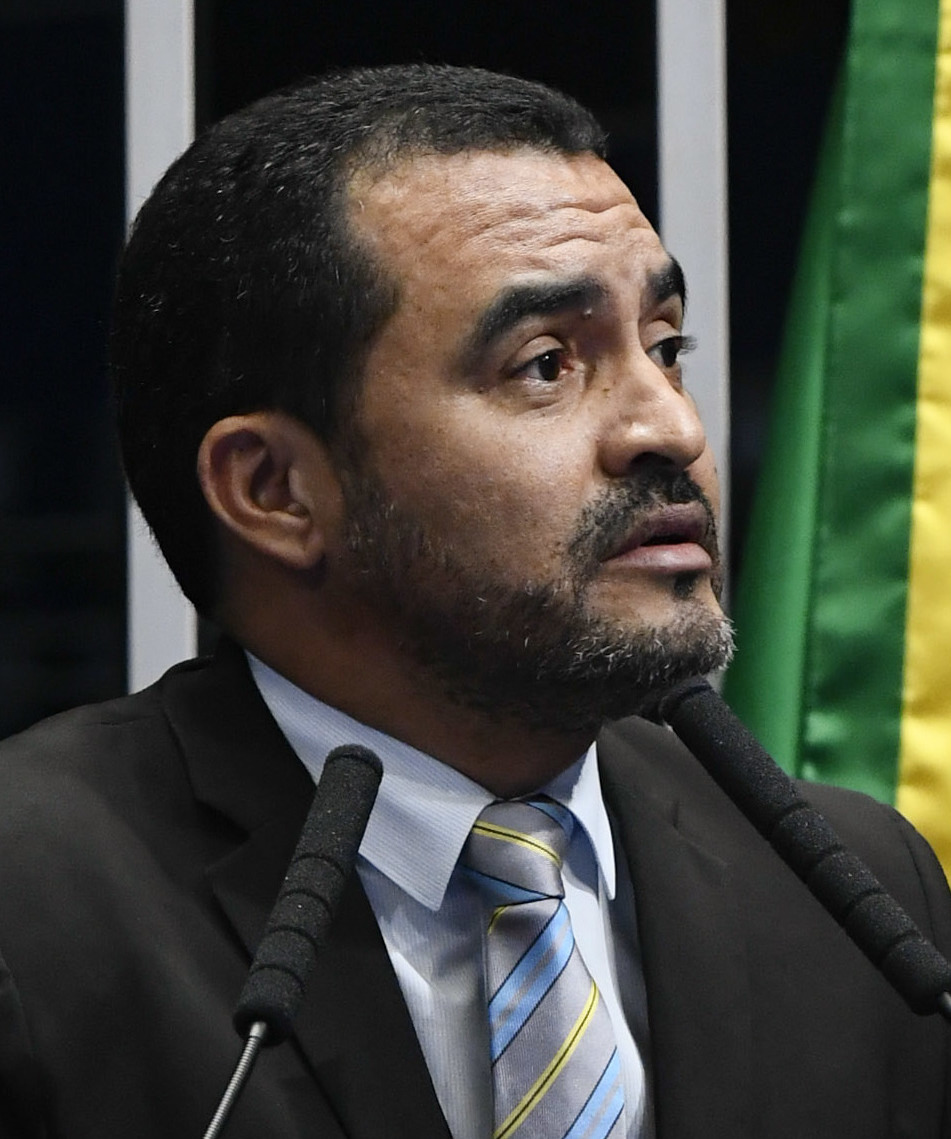
Wanderlei Barbosa Gouverneur van Tocantins Herkozen

### Gemeentelijke verkiezingen
Bij de gemeentelijke verkiezingen van 2020 werden 211 burgemeesters en 2601 gemeenteleden gekozen voor Republicanos.

Republicanos-burgemeesters
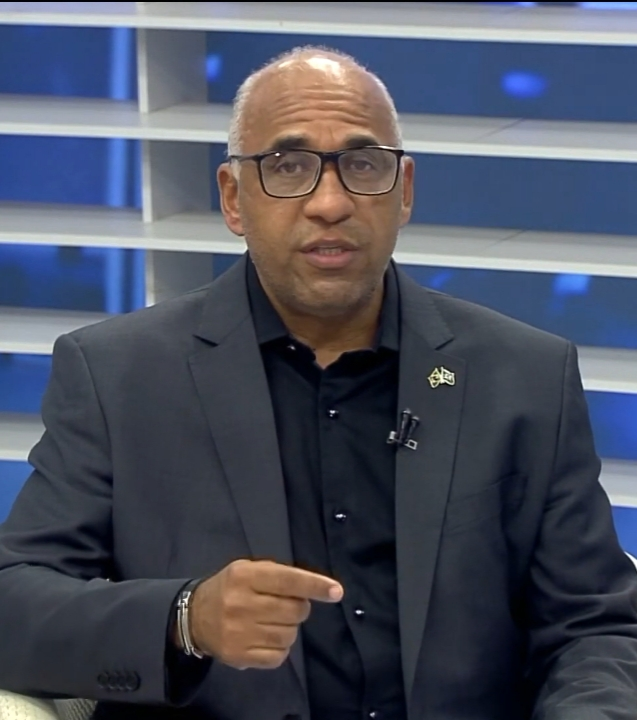
Rogério Cruz Burgemeester van Goiânia (2021-heden)
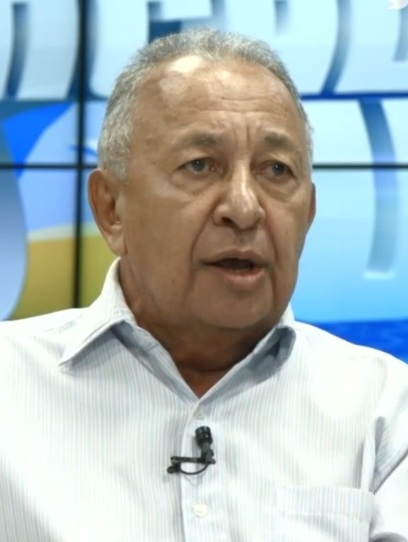
José Pessoa Leal Burgemeester van Teresina (2021-heden)
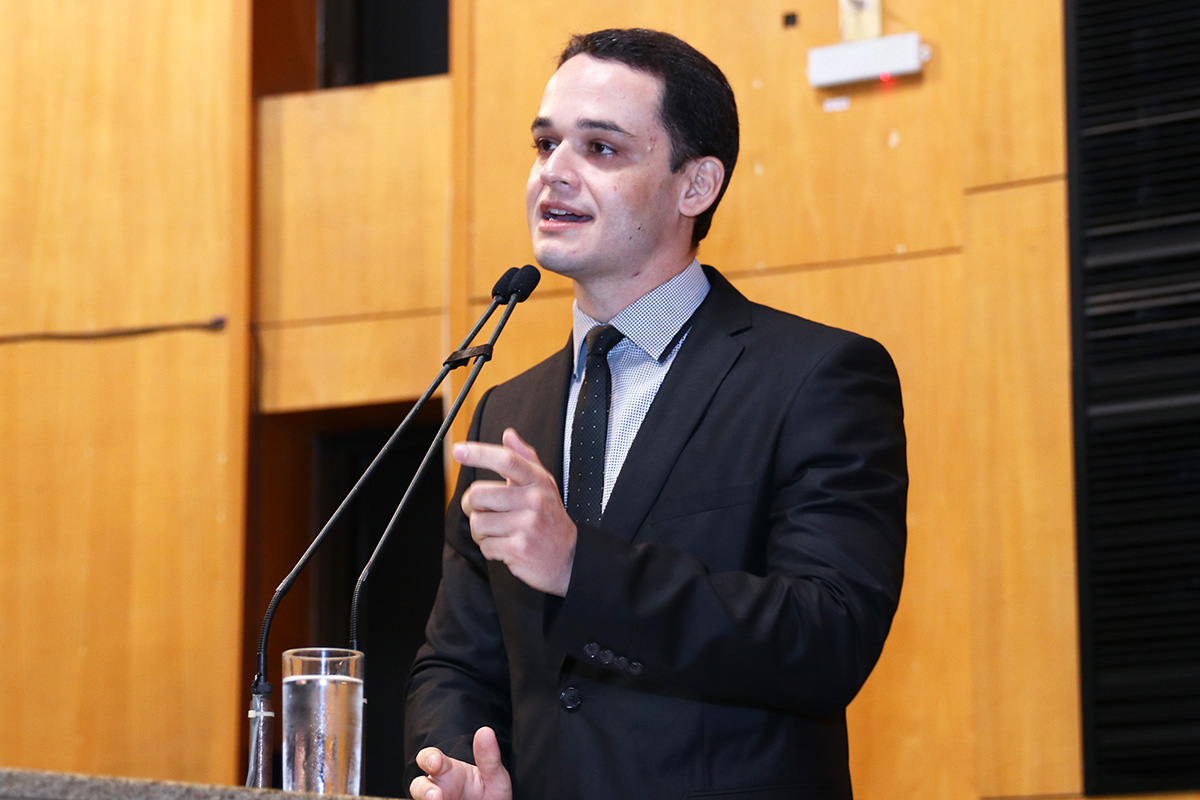
Lorenzo Pazolini Burgemeester van Vitória (2021-heden)